# Danh sách tập truyện Thiên thần hộ vệ

Bìa tập 1 manga Thiên thần hộ vệ

Thiên thần hộ vệ là một shōjo manga được tạo ra bởi Mangaka Peach-Pit.
Vào tháng 12 năm 2005, Peach Pit thông báo họ sẽ làm loạt shōjo mới có tên Shugo Chara! Chương truyện đầu tiên được phát hành vào tháng 2 năm 2006 trên tạp chí Nakayoshi  và tập cuối vào tháng 1  2010. Toàn bộ tập 1 bộ truyện được xuất bản lại bởi nhà xuất bản Kodansha của Nakayoshivào 6 tháng 7 năm 2006. Del Rey Manga announced that it acquired the Tiếng Anh rights to Shugo Chara! during MangaNEXT 2006 and released the first volume on ngày 27 tháng 3 năm 2007.

## Danh sách tập
| #  | Nhan đề                               | Phát hành Tiếng Nhật                   | Phát hành tiếng Việt                   |
| -- | ------------------------------------- | -------------------------------------- | -------------------------------------- |
| 01 | Who Do You Want to Be?                | 6 tháng 7 năm 2006 978-4-0636-4113-4   | 27 tháng 3 năm 2007 978-0-345-49745-1  |
| 02 | Friends in Need                       | 6 tháng 1 năm 2007 978-4-0636-4129-5   | 28 tháng 8 năm 2007 978-0-345-49927-1  |
| 03 | Can a Bad Guy Turn Good?              | 20 tháng 3 năm 2007 978-4-0636-4139-4  | 12 tháng 2 năm 2008 978-0-345-50146-2  |
| 04 | Character Swap!                       | 20 tháng 7 năm 2007 978-4-0636-4156-1  | 20 tháng 5 năm 2008 978-0-345-50522-4  |
| 05 | The New Kids!                         | 20 tháng 11 năm 2007 978-4-0636-4167-7 | 30 tháng 12 năm 2008 978-0-345-50804-1 |
| 06 | Betrayal                              | 19 tháng 3 năm 2008 978-4-0636-4182-0  | 28 tháng 4 năm 2009 978-0-345-51032-7  |
| 07 | Black Cat                             | 18 tháng 7 năm 2008 978-4-0636-4192-9  | 29 tháng 9 năm 2009 978-0-345-51430-1  |
| 08 | With a Little Help From Their Friends | 5 tháng 12 năm 2008 978-4-0636-4204-9  | 26 tháng 1 năm 2010 978-0-345-51431-8  |
| 09 | A Big Discovery                       | 5 tháng 6 năm 2009 978-4-0636-4222-3   | 27 tháng 7 năm 2010 978-0-345-52082-1  |
| 10 | A Heart's Desire...                   | 23 tháng 10 năm 2009 978-4-06-364237-7 | 10 tháng 5 năm 2011 978-1-935429-93-7  |
| 11 | The Road to the Future                | 5 tháng 3 năm 2010 978-4-06-364251-3   | 12 tháng 7 năm 2011 978-1-935429-83-8  |
| 12 | It's almost graduation                | 6 tháng 10 năm 2010 978-4-06-364279-7  | 6 tháng 9 năm 2011 978-1-935429-84-5   |